# Altos Campos de Gómara
Altos Campos de Gómara este o arie protejată (arie de protecție specială avifaunistică — SPA) din Spania întinsă pe o suprafață de 15.138,88 ha, integral pe uscat.

## Localizare
Centrul sitului Altos Campos de Gómara este situat la coordonatele 41°37′43″N 2°05′59″W / 41.6285°N 2.0998°V.

## Înființare
Situl Altos Campos de Gómara a fost declarat arie de protecție specială avifaunistică în noiembrie 2003 pentru a proteja 101 specii de animale.

## Biodiversitate
Situată în ecoregiunea mediteraneană, aria protejată nu include niciun habitat protejat.
La baza desemnării sitului se află mai multe specii protejate de  păsări (101): uliu porumbar (Accipiter gentilis), uliu păsărar (Accipiter nisus), lăcar mare (Acrocephalus arundinaceus), lăcar-de-rogoz (Acrocephalus schoenobaenus), lăcar-de-lac (Acrocephalus scirpaceus), ciocârlie-de-câmp (Alauda arvensis), rață mare (Anas platyrhynchos), fâsă-de-câmp (Anthus campestris), fâsă de luncă (Anthus pratensis), fâsă de pădure (Anthus trivialis), lăstunul mare (Apus apus), acvilă de munte (Aquila chrysaetos), ciuf de câmp (Asio flammeus), ciuf-de-pădure (Asio otus), buha (Bubo bubo), pasărea ogorului (Burhinus oedicnemus), șorecarul comun (Buteo buteo), ciocârlie-cu-degete-scurte (Calandrella brachydactyla), caprimulg (Caprimulgus europaeus), cânepar (Carduelis cannabina), sticlete (Carduelis carduelis), florinte (Chloris chloris), barză albă (Ciconia ciconia), erete vânăt (Circus cyaneus), erete cenușiu (Circus pygargus), botgros (Coccothraustes coccothraustes), porumbel de scorbură (Columba oenas), porumbel gulerat (Columba palumbus), prepeliță (Coturnix coturnix), cuc (Cuculus canorus), lăstun de casă (Delichon urbica), Elanus caeruleus, presură galbenă (Emberiza citrinella), presură de grădină (Emberiza hortulana), presură de stuf (Emberiza schoeniclus), măcăleandru (Erithacus rubecula), Falco naumanni, șoim călător (Falco peregrinus), șoimul rândunelelor (Falco subbuteo), vânturel roșu (Falco tinnunculus), muscar negru (Ficedula hypoleuca), cinteză (Fringilla coelebs), Fringilla montifringilla, Galerida theklae, găinușă de baltă (Gallinula chloropus), vulturul pleșuv sur (Gyps fulvus), acvilă pitică (Hieraaetus pennatus), Hippolais polyglotta, rândunică (Hirundo rustica), capîntortură (Jynx torquilla), sfrâncioc roșiatic (Lanius collurio), sfrâncioc cu cap roșu (Lanius senator), Locustella naevia, ciocârlie de pădure (Lullula arborea), privighetoare (Luscinia megarhynchos), ciocârlie de bărăgan (Melanocorypha calandra), prigoare (Merops apiaster), gaia neagră (Milvus migrans), gaia roșie (Milvus milvus), mierlă de piatră (Monticola saxatilis), mierlă albastră (Monticola solitarius), codobatură galbenă (Motacilla alba), codobatura galbenă (Motacilla flava), vultur egiptean (Neophron percnopterus), pietrar mediteranean (Oenanthe hispanica), Oenanthe leucura, pietrar sur (Oenanthe oenanthe), grangur (Oriolus oriolus), dropie (Otis tarda), ciuf-pitic (Otus scops), Parus caeruleus, pițigoi mare (Parus major), codroș de munte (Phoenicurus ochruros), pitulice de munte (Phylloscopus bonelli), pitulice de munte (Phylloscopus collybita), pitulice-fluierătoare (Phylloscopus trochilus), Pterocles orientalis, Ptyonoprogne rupestris, Pyrrhocorax pyrrhocorax, cristei de baltă (Rallus aquaticus), aușel sprâncenat (Regulus ignicapilla), mărăcinar (Saxicola rubetra), mărăcinar negru (Saxicola torquatus), cănăraș (Serinus serinus), turturică (Streptopelia turtur), graur (Sturnus vulgaris), silvie cu cap negru (Sylvia atricapilla), silvie de zăvoi (Sylvia borin), silvie roșcată (Sylvia cantillans), Sylvia conspicillata, Sylvia hortensis, silvie de tufiș (Sylvia undata), spârcaci (Tetrax tetrax), fluierarul de zăvoi (Tringa ochropus), sturzul viilor (Turdus iliacus), mierlă (Turdus merula), sturz-cântător (Turdus philomelos), sturzul de vâsc (Turdus viscivorus), strigă (Tyto alba), pupăză (Upupa epops), nagâț (Vanellus vanellus).